# La Florida, Santa María Tonameca
La Florida är en ort i Mexiko.   Den ligger i kommunen Santa María Tonameca och delstaten Oaxaca, i den sydöstra delen av landet, 500 km sydost om huvudstaden Mexico City. La Florida ligger 27 meter över havet och antalet invånare är 222.
Terrängen runt La Florida är huvudsakligen platt, men åt nordväst är den kuperad. La Florida ligger nere i en dal.  Närmaste större samhälle är San Pedro Pochutla, 10,4 km öster om La Florida. 